# Meganeura
Meganeura là một loài côn trùng tuyệt chủng từ kỷ Cacbon cách đây khoảng 300 triệu năm trước, nó rất giống và có liên quan đến chuồn chuồn hiện đại. Với sải cánh lên tới 65 cm (25,6 in), M. monyi là một trong những loài côn trùng bay lớn nhất được biết biết đến; một loài côn trùng lớn khác là Meganeuropsis permiana sống vào kỷ Permi. Meganeura ăn các loài côn trùng khác.